# بخش ناکس (شهرستان گرنزی، اوهایو)
بخش ناکس (به انگلیسی: Knox Township) یک منطقهٔ مسکونی در ایالات متحده آمریکا است که در شهرستان گرنزی، اوهایو واقع شده‌است.
 بخش ناکس ۶۴٫۸۱ کیلومتر مربع مساحت و ۵۶۶ نفر جمعیت دارد و ۳۱۷ متر بالاتر از سطح دریا واقع شده‌است.